# El Carmen de Viboral
El Carmen de Viboral est une municipalité située dans le département d'Antioquia, en Colombie.

## Personnalités liées à la municipalité
- Leobardo Perez Jimenez (1945-) : peintre et sculpteur né à El Carmen de Viboral.